# تری آکوکس
تری آکوکس (انگلیسی: Terry Acox؛ زادهٔ ۱۹۶۹) بازیکن بسکتبال اهل ایالات متحده آمریکا است.